# Верблюд двогорбий

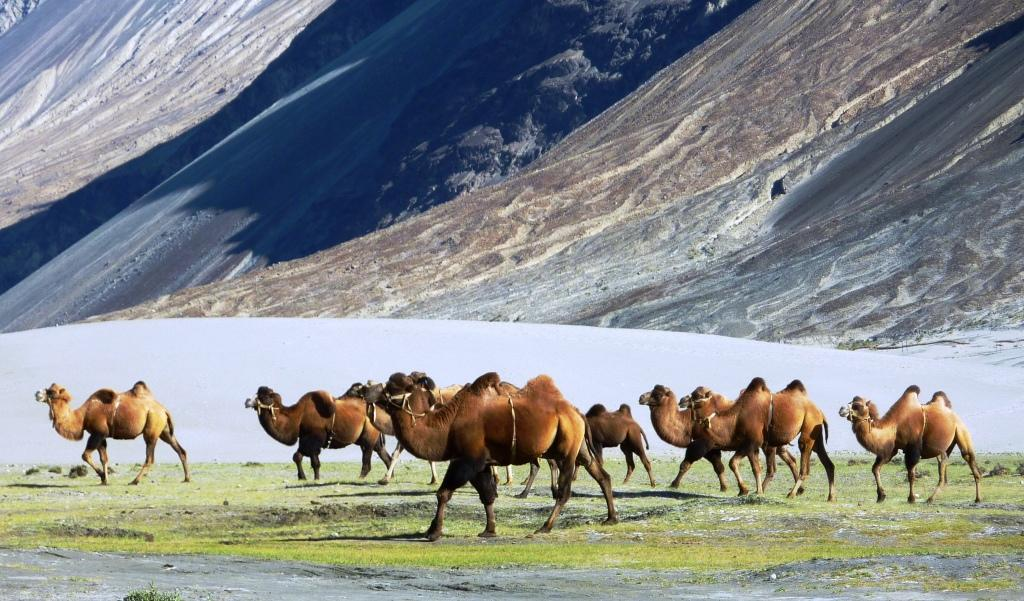
Бактріани перетинають долину Нубра в Індії

Бактріан або верблюд двогорбий (Camelus bactrianus) — вид парнокопитних ссавців сімейства верблюдових (Camelidae), що відноситься поряд з диким і одногорбим верблюдами до роду власне верблюдів (лат. Camelus). Характеризується в середньому більшими, ніж в інших сучасних верблюдів, розмірами та масою, від одногорбого верблюда відрізняється також наявністю двох горбів і набагато густішим шерстим покривом. Види верблюдів є близькоспорідненими, вони можуть схрещуватися, народжуючи на світ життєздатні плідні помісі.
Слово «бактріан» походить від назви стародавньої області в Середній Азії, Бактріі. Двохгорб верблюд добре пристосований до проживання в умовах різко континентального сухого клімату з жарким і сухим літом і дуже морозними та сніговими зимами. Характерні для верблюдів анатомічні та фізіологічні особливості дозволяють йому надзвичайно довго обходитися без води та задовольнятися грубим і маложивильним кормом. Суворі зими бактріан також переносить порівняно легко завдяки виключно густій шерсті. Однак двогорбий верблюд категорично не переносить вогкості й зустрічається лише в районах із найсухішим кліматом.
Бактріан здавна є важливою домашньою твариною у багатьох регіонах Азії. Домашній двогорбий верблюд зустрічається переважно в степових та напівпустельних районах східної частини Центральної та Середньої Азії, Монголії та сусідніх територій Росії (Республіка Тува) та Китаю; світове поголів'я бактріанів перевищує 2 млн Виведено цілу низку порід домашніх верблюдів. У господарстві бактріан використовується як в'ючна та тяглова тварина, а також як джерело молока, м'яса та цінної вовни. Крім того, бактріан — популярна циркова тварина. Велика кількість бактріанів міститься в зоопарках.
Бактріан є близьким родичем дикого верблюда, або хавтагаю (Camelus ferus). Хоча раніше дикий верблюд часто розглядався як підвид двогорбого (Camelus bactrianus ferus), сучасні генетичні дослідження свідчать на користь його відокремлення від домашнього. Зараз вважається, що бактріан і хавтагай розійшлися в плейстоцені (близько 1,5-0,7 млн років тому), задовго до початку одомашнення двогорбого верблюда (приблизно 6 000-4 000 років тому).

## Опис
Бактріанів легко відрізнити від дромедарів за їх двома горбами. Їх довжина доходить до 3 метрів, а висота в холці становить від 180 до 230 см. Середня вага бактріана становить від 450 до 500 кг.
Хвіст відносно короткий, його довжина всього близько 45 см. Забарвлення змінюється від піщано-сірого до темно-коричневого, а найдовше волосся розташоване на передній і задній сторонах шиї. Протягом зими у бактріанів вельми товста та довга шерсть і при підвищенні температури вона швидко відпадає. Представники диких популяцій відрізняються від свійських тварин тим, що їх шерсть світліша і тонша, а будова тіла стрункіша і горби гостріші.
У бактріанів довга шия, на якій розташована витягнута голова. Верхня губа роздвоєна, а очі для захисту від вітрів і піску обрамлені довгими віями. Бактріани, як і дромедари, можуть закривати ніздрі. На ногах, як у всіх верблюдоподібних два пальці, що спираються не на копита, а на мозолистий шар. Шлунок складається з декількох камер, що полегшують процес травлення рослинної їжі.
Горби слугують, всупереч поширеній думці, не для зберігання води, а для зберігання жиру. Крім цього, у бактріанів є деякі особливості, що дозволяють їм вижити в малопридатних для життя регіонах. Сильно подовжені нефрони в нирках викликають високу концентрацію сечі. Кал також набагато більш сконцентрований, ніж в інших ссавців. Ще однією особливістю є еритроцити, які мають не круглу, а овальну форму. Завдяки цьому, бактріани можуть за короткий час випивати дуже багато води, не ризикуючи дістати так звану гіпергідратацію. Температура тіла бактріанів коливається істотно більше, ніж у більшості інших ссавців. Її коливання можуть скласти до 8 ° C, що знижує небезпеку перегріву тіла, а також потовиділення.

## Розповсюдження
Початковий ареал двогорбих верблюдів простягається майже по всій Середній Азії, включаючи північно-східний Китай. Вже в третьому тисячолітті до нашої ери почалося одомашнення цих тварин, які використовуються для перевезення вантажів до сьогоднішнього часу. Загальна популяція двогорбих верблюдів, що живуть в неволі, оцінюється у 2,5 мільйона. Вони зустрічаються від Малої Азії до Манчжурії. Північна межа його ареалу доходить до Омська і озера Байкал, тобто 55° північної широти. Також проживає на території Криму.
Дикі популяції в результаті полювання дедалі скорочувались. У 2003 за оцінками МСОП (англ. IUCN) існувало лише 950 диких особин у трьох розділених популяційних групах. Одна з них мешкає в пустелі Такла-Макан, інша в низовині Лоб-Нор в Синьцзян-Уйгурському автономному районі Китаю, третя в монгольській частині пустелі Гобі.
Бактріани пристосовані до проживання у вельми посушливих областях. У зимові місяці вони дотримуються річок, а в літні йдуть у сухі степи і пустелі. Примітно, що в їхньому життєвому просторі температурні коливання досягають 70 ° C: від −30 ° C до +40 ° C. Добре переносять як сильні морози, так і палючу спеку.

## Поведінка

### Соціальна поведінка і час активності
Бактріани активні в денний час і живуть у гаремних групах, що нараховують близько 15 тварин. Ці групи складаються з одного самця, декількох самок і їх потомства. Існують також особини, які живуть поодинці. Середня щільність популяцій становить п'ять тварин на 100 км².

### Живлення
Як і всі верблюди, бактріани є травоїдними тваринами, здатними вживати всі види рослинної їжі. Система травлення двогорбих верблюдів нагадує систему жуйних тварин, до яких їх, проте, зоологічно не відносять. Це основано перш за все на тому, що системи травлення обох груп в еволюційному плані розвинулися незалежно один від одного (так звана паралельна еволюція), що виявляється в тому числі й у великій кількості залоз у передньому шлунку у верблюдів.
Бактріани вміють обходитися багато днів без води та випивати більше ніж 100 літрів за лічені хвилини. Згадані характерні риси їх фізіології допомагають економно витрачати воду в організмі. Крім усього, бактріанів відрізняє здатність пити солону і застояну воду.

### Розмноження

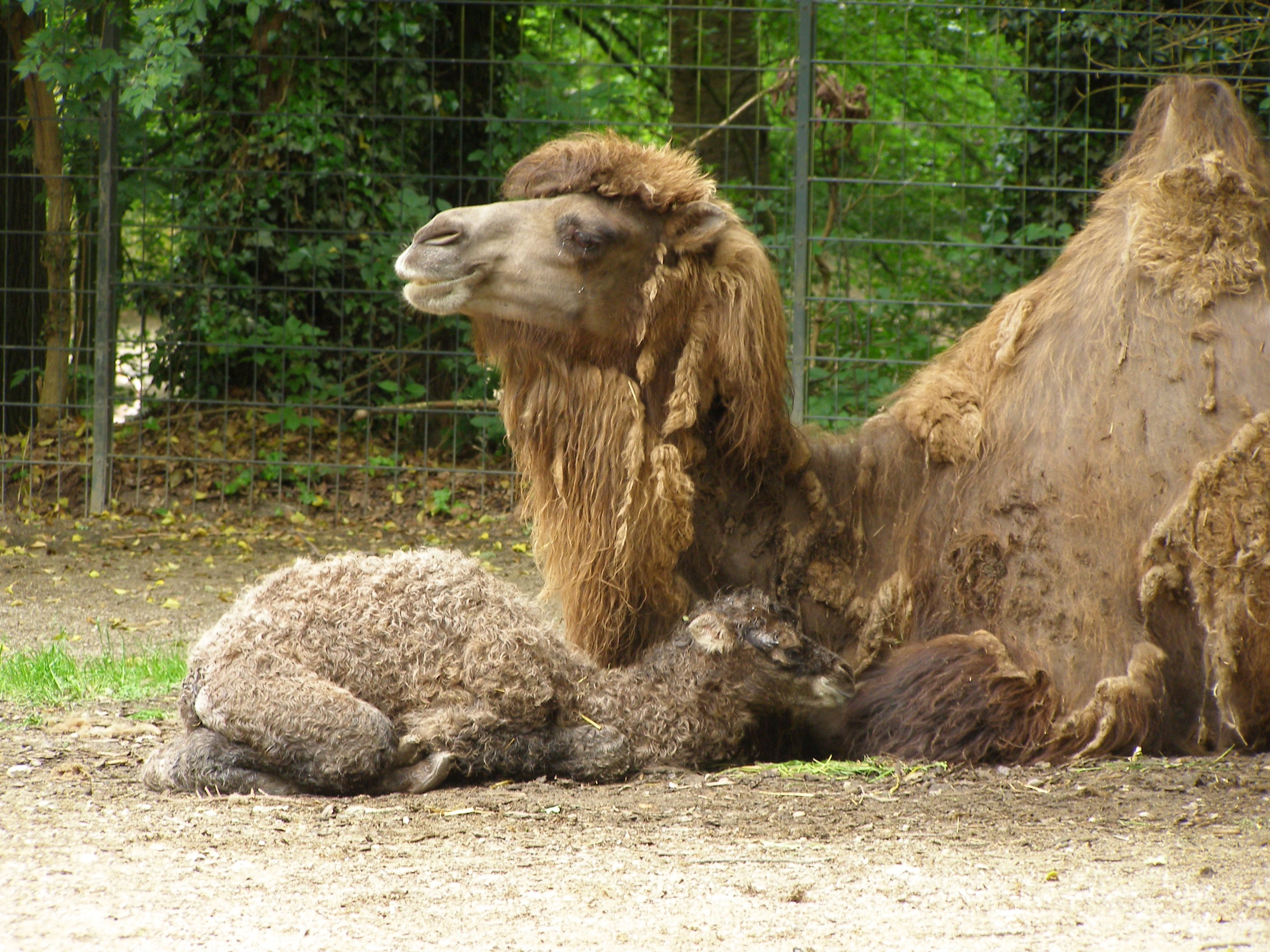
Верблюдица с новорожденным верблюжонком

І самці, і самки стають статевозрілими у віці 3-5 років, хоча цей термін може варіювати в той чи інший бік. Самці в середньому дозрівають дещо пізніше самок, іноді навіть у 6-річному віці. У всякому разі, у самців явно виражені ознаки статевого диморфізму з'являються починаючи з 3-річного віку.
Під час гону самці активно використовують потиличні залози для мічення території, вигинаючи шию і торкаючись головою землі та каміння. Вони також поливають власною сечею задні ноги та розмазують сечу по задній частині тіла за допомогою хвоста. Те саме робить і самка. Готовність до спарювання самка висловлює, підгинаючи всі чотири ноги та лягаючи перед самцем, який після парування відразу вирушає шукати інших самок.
Самка приносить приплід раз на два роки. Народжується одне верблюжа; двійні рідкісні, і дуже часто вагітність двійнею закінчується викиднем. Вагітність верблюдиць триває 13 місяців, вказується також термін у 411 днів і 360—440 днів. Верблюжата з'являються на світ навесні, пік народжуваності припадає на березень-квітень. Верблюдиця народжує стоячи. Новонароджене верблюжа важить у середньому близько 36 кг (називається середня вага і 45 кг) і має зріст у плечах близько 90 см. Воно практично відразу (через дві години) здатне слідувати за матір'ю. Лактація самок триває близько півтора року, хоча тривалість виключно молочного годування зазвичай близько 6 місяців. Характерна анатомічна особливість верблюдів — різна довжина рогів матки (лівий ріг зазвичай на 8-14 см коротший за правий) — часто ускладнює діагностику вагітності. Великий плід, який іноді важить і 60 кг, та/або його неправильне положення (беручи до уваги довгі ноги дитинчати) часто є причиною труднощів під час пологів. У таких випадках домашній верблюдиці допомагають люди — верблюденя витягують на світ за допомогою мотузок силами до чотирьох осіб. Цікаво, що двогорбе верблюжа при народженні набагато менше (і абсолютно, і відносно матері), ніж одногорбе, яке важить близько 100 кг.
У двогорбого верблюда добре виражена турбота про потомство (все ж непоодинокими є випадки, коли самка кидає верблюденя або відмовляється годувати). Дитинча залишається з матір'ю дуже довгий час, аж до досягнення статевозрілості. У домашніх верблюдів цей термін довший, ніж у диких. Самці, що досягли статевої зрілості, починають триматися окремо, холостяцькими стадами, самки ж залишаються в материнському стаді. В умови цілорічного пасовищного утримання зростання молодняку верблюдів протікає ступінчасто, що виражається в затримці росту в несприятливі періоди року, і має яскраво виражений пристосувальний характер до умов утримання.
Середня тривалість життя у цих тварин становить близько 40 років.

## Бактріан і людина

### Одомашнення
Імовірно, бактріани були одомашнені близько 500 до н. е.. в західному Туркестані або півночі Ірану і служили для перевезення вантажів. Витривалість двогорбих верблюдів легендарна — за день вони можуть транспортувати близько 170—250 кг на відстань близько 47 км. Вид був основою транспорту на Шовковому шляху. Одночасно, використовуються продукти цих тварин, такі як молоко і м'ясо, а жир з горбів вживається в приготуванні їжі. З верблюжої вовни виготовляються одяг або ковдри.
Двогорбих верблюдів кілька разів імпортували до США в середині та наприкінці 1800-х років як американські військові, так і купці та шахтарі, шукаючи в'ючних тварин, витриваліших і міцніших за коней та мулів. Хоча верблюди відповідали цим потребам, Верблюжий корпус США ніколи не вважався особливо успішним. Після того, як до США було завезено дві партії з менш ніж 100 верблюдів, планувалося завезти ще 1 000, але громадянська війна в США завадила цьому. Більшість вцілілих верблюдів, як військових, так і приватних, були просто випущені на волю, щоб вижити в дикій природі. В результаті невеликі здичавілі стада бактрійських верблюдів існували наприкінці 19 століття в південно-західних пустелях Сполучених Штатів.

### Відкриття диких бактріанів
Першим європейцем, який виявив існування диких популяцій бактріанів, був російський мандрівник і натураліст Микола Пржевальський, який зустрів диких бактріанів в 1876 році поблизу озера Кара-Кошун в східній частині Таримського басейну між пустелями Такла-Макан і Куруктаг, яке сьогодні перебуває в Синьцзян-Уйгурському автономному районі Китаю. Пржевальському вдалося спіймати кількох тварин і вперше описати їх.
У 1901 в схожій місцевості поблизу озера Лобнор диких бактріанів бачив Свен Гедін.
У 1927 поширення та спосіб життя двогорбих верблюдів вивчав радянський вчений Андрій Сімуков. На відміну від кінця XIX століття, коли бактріани населяли всю територію від Такла-Макан до Гобі, в першій половині XX століття внаслідок інтенсивного полювання їх ареал розповсюдження був розбитий на сьогоднішні ділянки.
Існують джерела, які вказують на верблюдів у Північній Америці раніше за Азію, але надійних офіційних джерел немає.

## Роль і використання в сучасному світі
Двогорбий верблюд продовжує відігравати важливу роль у сучасному світі, хоча його традиційне значення як тяглової тварини значно зменшилося через розвиток механізованого транспорту. Основні сфери його використання сьогодні включають:
1. Туризм: У багатьох країнах, зокрема Монголії та Китаї, двогорбі верблюди є частиною туристичних програм, що пропонують подорожі пустелею на верблюдах. Цей вид туризму приваблює як місцевих жителів, так і міжнародних туристів, які хочуть випробувати традиційні кочові способи життя.
2. Сільське господарство та транспорт у важкодоступних регіонах: Незважаючи на розвиток технологій, у важкодоступних гірських та пустельних районах двогорбі верблюди залишаються незамінними. Вони використовуються для перевезення вантажів і людей там, де механічний транспорт є неефективним або недоступним.
3. Виробництво шерсті та молока: Верблюжа шерсть є цінною сировиною для виробництва тканин, особливо в регіонах з холодними кліматичними умовами. Крім того, верблюже молоко має високу харчову цінність і вважається лікувальним у деяких культурах, оскільки містить більше вітаміну С і менше жиру, ніж коров'яче молоко.
4. Культурна та символічна роль: Двогорбий верблюд є важливою частиною культурної спадщини багатьох народів Центральної Азії. Він символізує витривалість і здатність пристосовуватися до суворих умов пустель і степів. Верблюди часто беруть участь у святкуваннях, традиційних ритуалах і культурних фестивалях.

Таким чином, хоча функціональне значення двогорбого верблюда зменшилося у зв'язку з модернізацією, він залишається важливим елементом життя людей, особливо в тих регіонах, де механізовані засоби транспорту не завжди є ефективними.

## Галерея

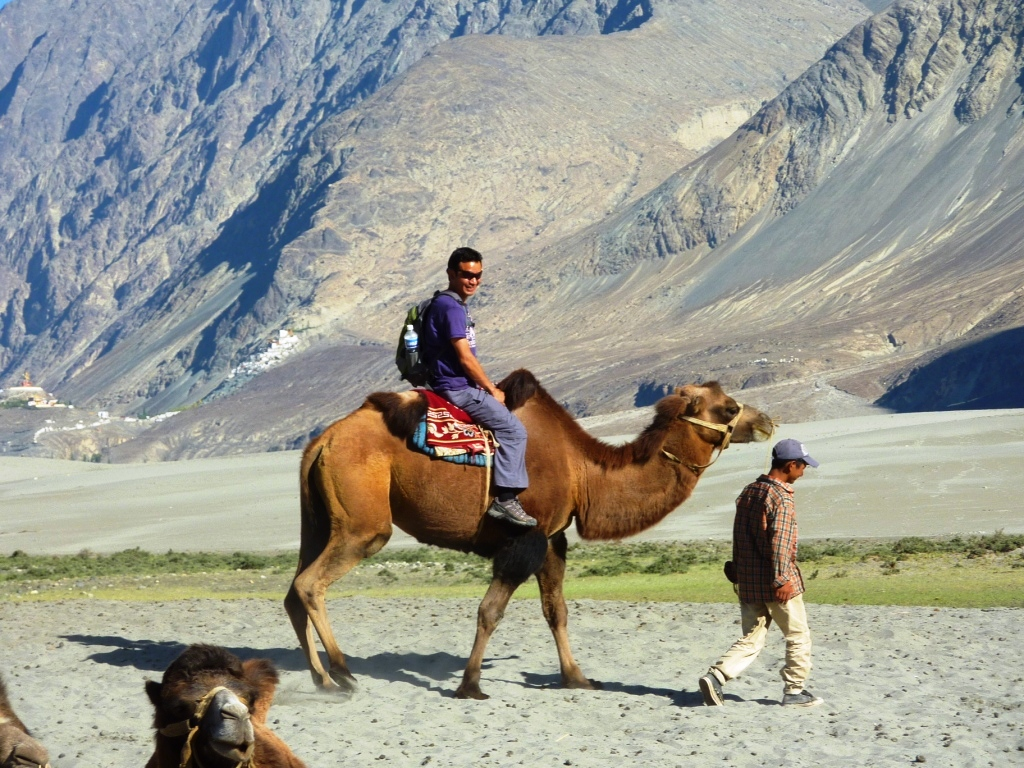
Верхова їзда в долині Нубра, Індія
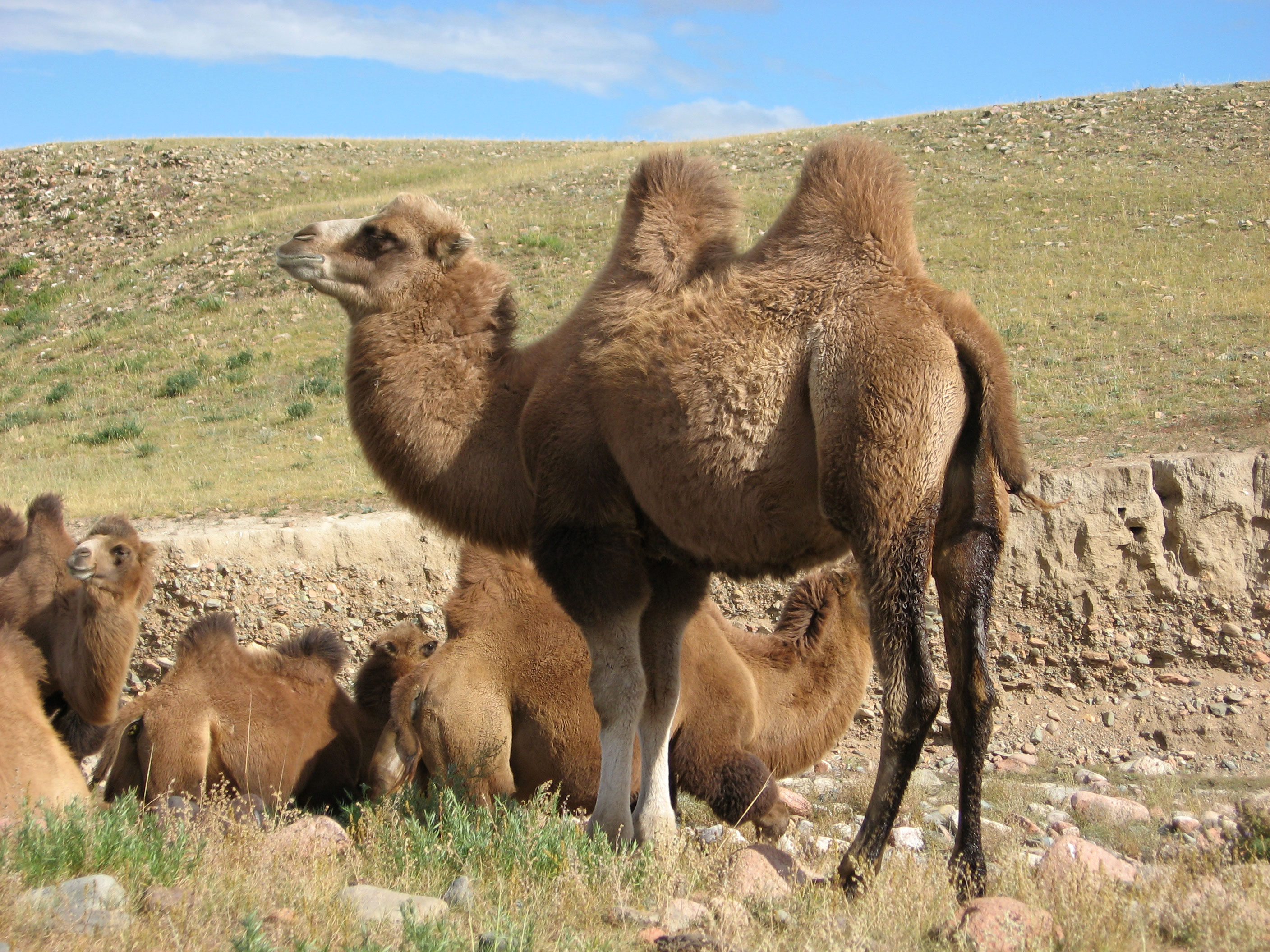
Монголія
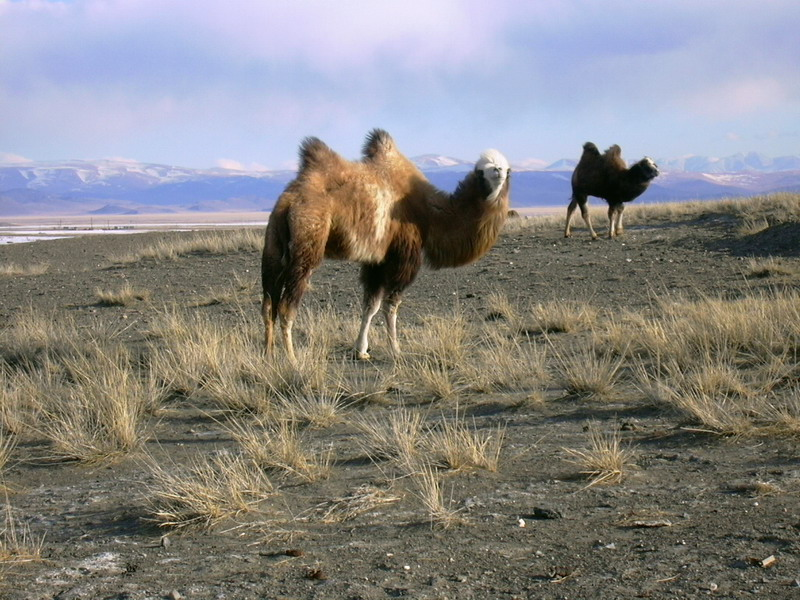
Чуйський степ
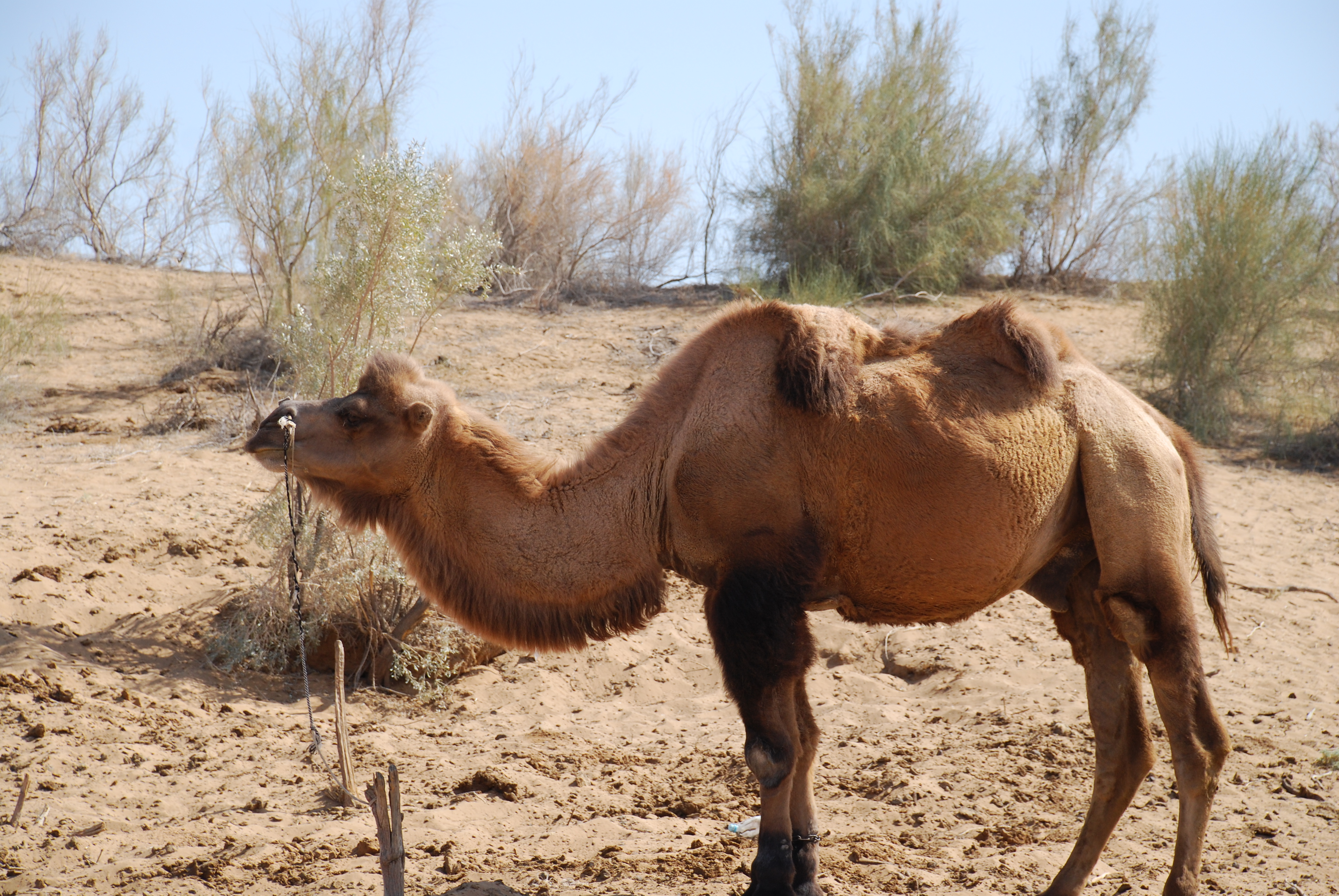
Бактрійські верблюди в пустелі Кизил-Кум
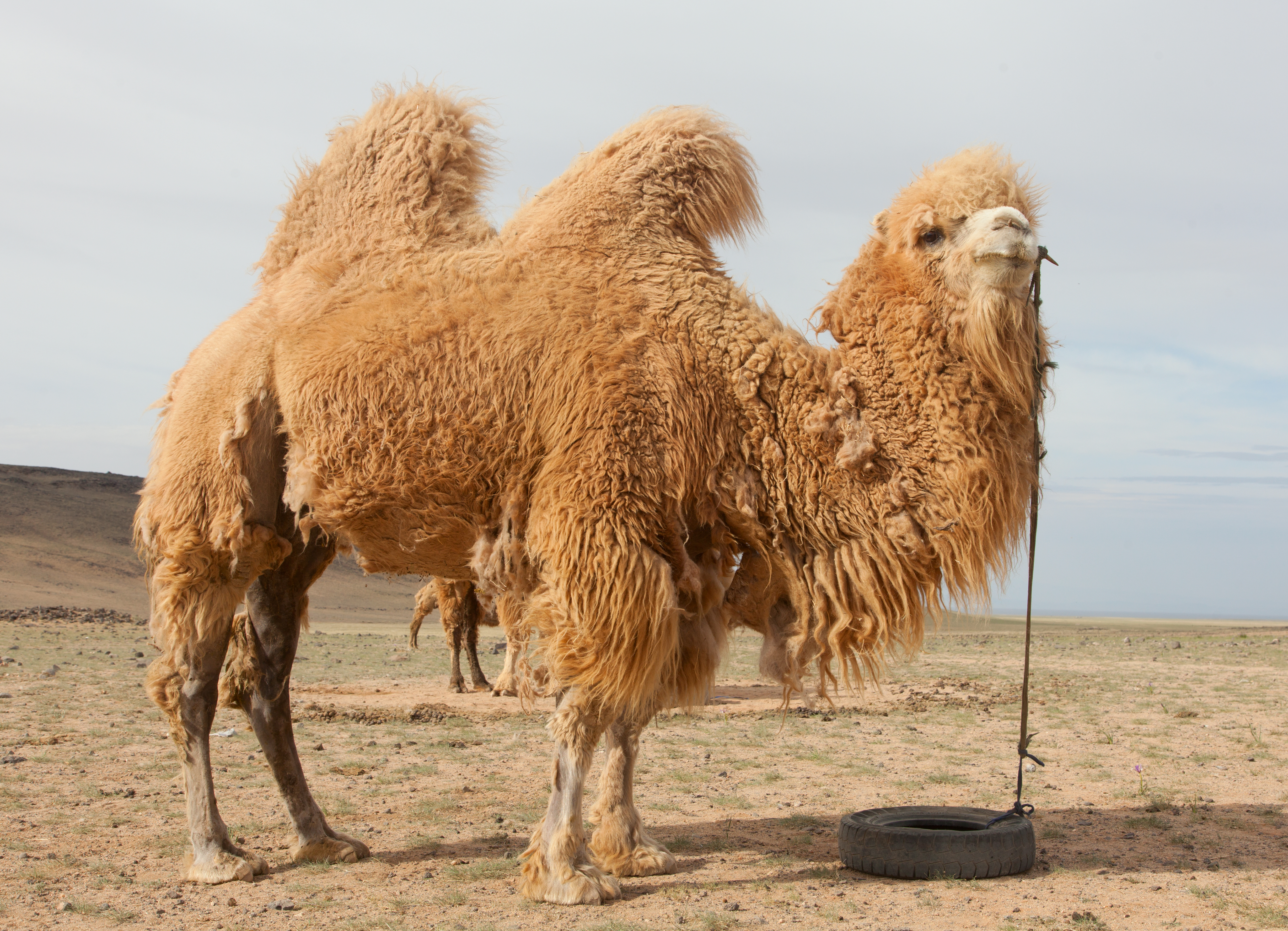
Ферма в Центральній Монголії.
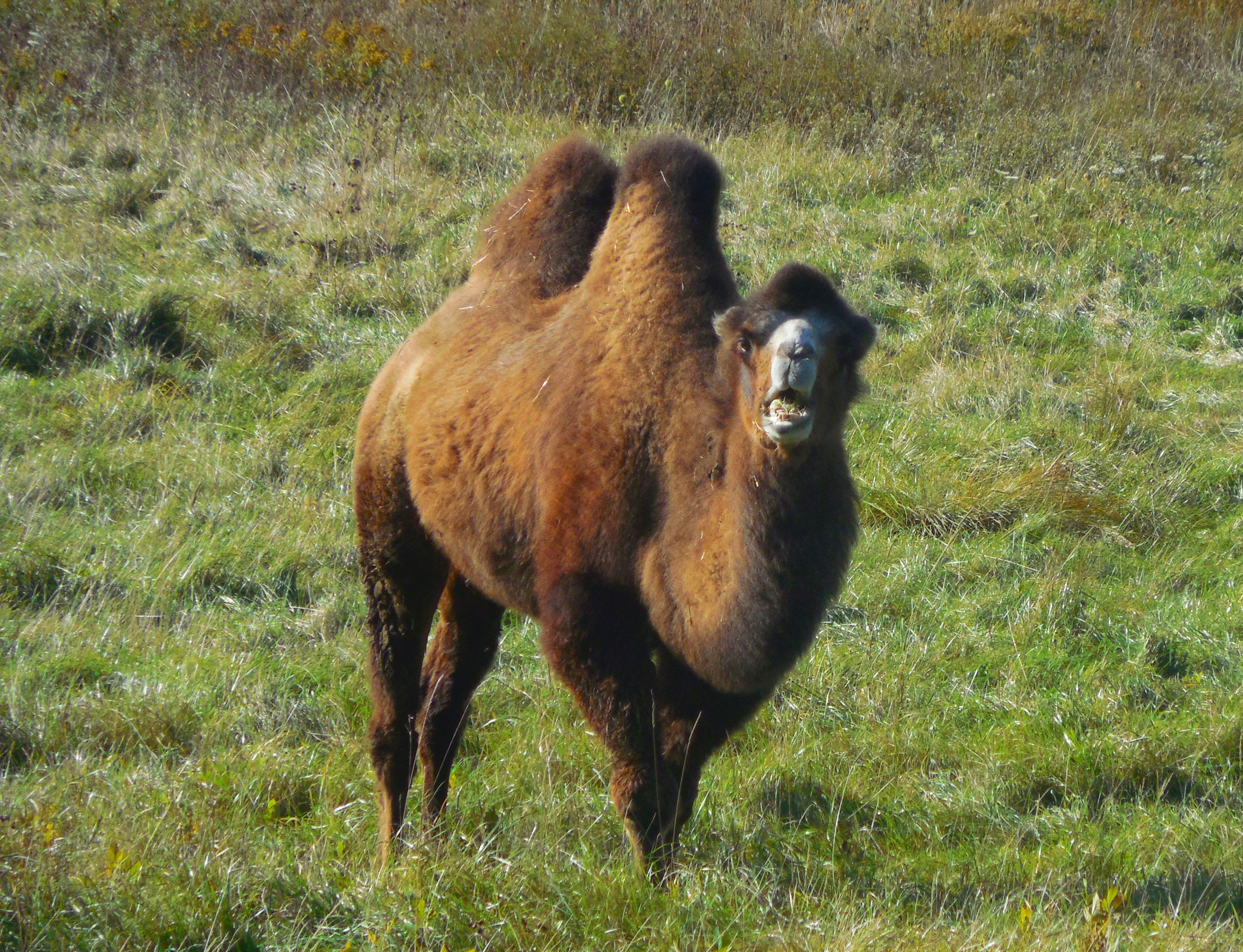
Ферма у Вермонт, США
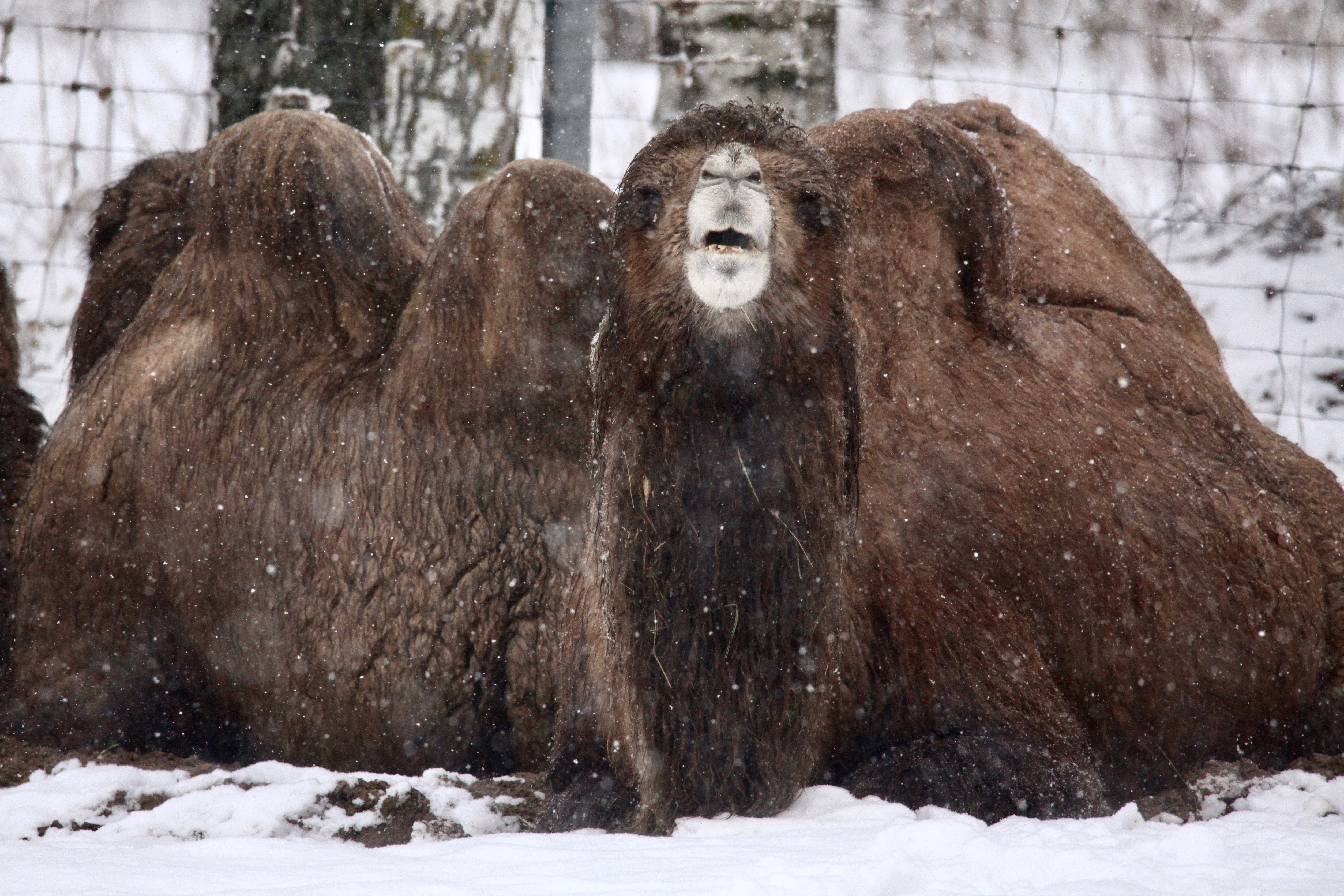
Талліннський зоопарк